# Randig skulderbock
Randig skulderbock (Oxymirus cursor) är en skalbagge som tillhör familjen långhorningar. Den är 16 till 30 millimeter lång.
Larverna lever i död eller döende ved.